# 克利爾菲爾德鎮區 (北達科他州格里格斯縣)
克利爾菲爾德鎮區（英語：Clearfield Township）是位於美國北達科他州格里格斯縣的一個鎮區。

## 地方資料
克利爾菲爾德鎮區的面積為93.22平方千米，當中陸地面積為91.57平方千米，而水域面積為1.64平方千米。根據2020年美國人口普查的數據，當地共有人口42人，而人口密度為每平方千米0.45人。